# 주자언론동이고
주자언론동이고(朱子言論同異考)는 1741년(영조 17) 한원진(韓元震)이 지은 6권 3책으로, 주희(朱憙)의 사상에 있어서 전후 이동(異同)한 바를 고증(考證)하여 논(論)한 책. 저자가 그의 스승 우암(尤庵) 송시열(宋時烈)이 만년(晩年)에 착수하여 10조(條)만을 끝낸 채 완성을 하지 못했던 <주자언론동이고>를 계승하여 집필 간행한 것이다. 송시열은 이 책에서 이황의 '이발(理發)' 2구는 대오(大誤)라 지적하여 이(理)는 정의(情意)와 운용(運用)·조작(造作)도 없는 것이며, 이(理)는 기(氣) 속에 있기 때문에 기(氣)가 능히 운용하고 작위(作爲)해야 이(理)도 또한 타고
난다고 하여 이이(李珥)에게 충실하였다. 그러나 <주자어류(朱子語類)>에 기재(記載)되어 있는 '사단이발, 7정기발(四端理發, 七情氣發)'의 2구(二句)를 고통으로 여겨 보한경(輔漢卿)의 기록을 오기라고 단정하고 자기의 주장을 고증(考證)하기 위하여 이 책을 쓰게 되었던 것이다. 권1에는 이기(理氣)·음양(陰陽)·천지(天地)·일월(日月)등, 권2는 심(心)·성(性)·정(情)·<대학(大學)>, 권3은 <논어> <중용>, 권4는 <맹자> <역> <서>, 권5는 <시> <춘추> <예> 주자·정자·장자의서 등, 권6은 과거(科擧)·성현(聖賢)·이단(異端) 등으로 되었다. 제1책 첫머리에 한원진의 서(序)가 있고 부록으로 <논맹집주혹문(論孟輯註或問)> 등이 있다.